# Jan Bank
Joannes Theodorus Maria (Jan) Bank (Amsterdam, 10 mei 1940) is een Nederlands historicus.
Hij studeerde geschiedenis in Amsterdam en was daarna redacteur en televisie-recensent van de Volkskrant.
In 1979 maakte hij deel uit van de commissie die het oorlogsverleden van Willem Aantjes onderzocht. Hij promoveerde in 1983 op een proefschrift over Katholieken en de Indonesische Revolutie. Daarna was hij enkele jaren voorzitter van het Stimuleringsfonds Nederlandse Culturele Omroepproducties.
Bank bekleedde tussen 1988 en 2005 de leerstoel vaderlandse geschiedenis van de Universiteit Leiden.
Hij is ook auteur van enige historische standaardwerken, waaronder het in 2000 van hem en Maarten van Buuren verschenen derde deel in de reeks Nederlandse cultuur in Europese context, getiteld 1900: hoogtij van burgerlijke cultuur.
Op politiek gebied was hij actief als lid van de gemeenteraad van Amstelveen voor de Partij van de Arbeid.
Bij het grotere publiek is Bank vooral bekend van koninklijke plechtigheden, in zijn functie als historisch adviseur en commentator voor NOS-Actueel (televisie).
Bank zette zich ook in voor de totstandkoming van een historische canon van Nederland, onder meer door in 2005 samen met een tweetal andere historici - Piet de Rooy en Gijsbert van Es - het boekje Kortweg Nederland: wat iedereen wil weten over onze geschiedenis het licht te doen zien.